# C'est encore loin l'Amérique ?
Pour plus de détails, voir Fiche technique et Distribution.
C'est encore loin l'Amérique ? est un film français réalisé par Roger Coggio et sorti en 1980.

## Synopsis
Après avoir publié son roman, Julienne Lebas (Élisabeth Huppert), secrétaire chez un promoteur immobilier, rêve de devenir actrice. Son amie Claire (Danièle Evenou), quant à elle, quitte son job pour se consacrer à son art et monter une pièce.
Boby Lambert (Roger Coggio), intervient en se présentant comme  cinéaste. Il donne rendez-vous à Julienne pour parler du film qu'il souhaite monter. Julienne s'y voit déjà ! En fait, l'intention principale de Boby est d'acquérir les droits du livre de Julienne. Boby Lambert, de son vrai nom Isaac Rosenthal, est en fait un cinéaste raté réalisant des films érotiques et travaillant dans une entreprise familiale de nettoyage vacillante et menacée.
Son passé pas très glorieux, aux nombreux échecs, se ratrappe dans un vrai talent commercial, qui aidera l'entreprise à surmonter les difficultés. Julienne, de son côté, tente le tout pour le tout, même à coucher avec son ancien patron, pour réussir son rêve. C'est un échec pour elle aussi. Elle se jette dans la Seine sous les yeux de Bobby. Le cinéaste comprend que sa voie est ailleurs, avec Julienne comme épouse.

## Fiche technique
- Titre : C'est encore loin l'Amérique ?
- Réalisation : Roger Coggio
- Scénario : Roger Coggio, Élisabeth Huppert et Bernard-G. Landry
- Photographie : Étienne Becker
- Décors : Claude Pignot
- Son : Jean-Paul Mugel, Jean-François Auger et Claude Villand
- Montage : Kenout Peltier
- Musique : Jean Bouchéty
- Chanson interprétée par Rose Laurens, musique Mort Shuman, paroles Claude Lemesle (publiée sur 45 tours Atlantic 11 425[1])
- Producteur exécutif : Joël Foulon
- Pays de production :  France
- Production : Top n°1, Antenne 2, Gerland Productions
- Distribution : Silènes
- Format : Couleur (Eastmancolor) - mono
- Genre : Comédie
- Durée : 100 minutes
- Date de sortie : 
  - France : 9 janvier 1980

## Distribution
- Élisabeth Huppert : Juliette Lebas
- Roger Coggio : Isaac Rosenthal / Boby Lambert
- Alain Pralon : Dupont-Chatel
- Jean-Claude de Goros : Benjamin Chouchena
- Danièle Évenou : Claire
- Charles Gérard : André
- Léon Spigelman : Moishe (comme Léon Spiegelman)
- Bernard Pisani : Michel
- Michel Berto : François
- Rabah Loucif : Ahmed
- Léon Lockinsky : Salomon
- Josiane Stoléru : Elisabeth
- Riwke Gomer : Gomer
- Sonia Vareuil : Léa
- Ermanno Casanova
- Henri Viscogliosi
- Henri Behar
- Alain Flick
- Sylvain Caruso
- Jean Lanier
- Brigitte Roüan
- Yves Collignon
- Jill Lucas
- Vivian Lucas
- René Havard
- Charles Charras
- Philippe March
- Caroline Alexander
- Robert Bahr
- Joëlle Beaufrère
- Jacqueline Fontaine
- Serge Ruben
- Serge Schoukine